# 十勝大橋
十勝大橋是位於日本北海道河東郡音更町和帶廣市之間十勝川上的橋梁，屬於國道241號，在1995年度曾獲得土木學會田中奬。
在大橋旁靠帶廣市一側的河岸地上，每年會固地舉辦勝毎花火大會、道新十勝川花火大會等煙火活動。

## 歴史
十勝大橋的前身可以追溯到1905年架設的木橋「開成橋」，但不久即因十勝川的洪水而損毀。1910年又架設了長度114公尺的木橋「河西橋」，但在1919年再遭洪水衝毀，此後河西橋便在不斷的修復、衝毀之間重複循環。
1940年帶廣治水事務所完成了第一座以混凝土施工的永久性橋梁，全長369公尺，命名為「十勝大橋」。
1980年開始，十勝川的治水工程將靠音更町一側的堤防後退，以增加十勝川河床及河川地的寬度來降低洪水時的水位，因此十勝大橋的結構雖然仍沒問題，但也因此必須隨著水利工程改建。1992年開始，在原十勝大橋的上游側開始新建新的十勝大橋，並此於1996年完工通車。